# Anampses caeruleopunctatus
Anampses caeruleopunctatus Rüppell, 1829 è un pesce osseo marino appartenente alla famiglia Labridae diffuso nell'Indo-Pacifico.

## Descrizione

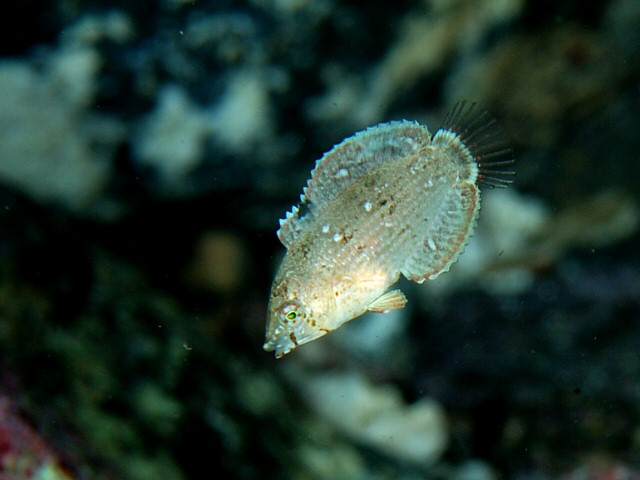
Esemplare giovane

Presenta un corpo alto e compresso lateralmente, la cui lunghezza massima registrata è di 42 cm. Gli esemplari giovani nuotano lentamente, assumendo una caratteristica posizione nella colonna d'acqua con la testa inclinata verso il fondale; questo, insieme alla colorazione mimetica brunastra, li rende simili a una foglia.
Nelle femmine, la colorazione è bruna-aranciata con piccole macchie di un azzurro acceso su ogni scaglia. Queste macchie, presenti anche sulle pinne, diventano striature sulla testa. Nei maschi adulti, le striature sono più irregolari e meno evidenti, mentre il corpo assume una colorazione blu-verdastra; appare invece una fascia blu tra gli occhi e una verticale verde sui fianchi. La pinna dorsale e la pinna anale sono basse e lunghe, rossastre e striate orizzontalmente di azzurro; la pinna caudale ha il margine dritto.

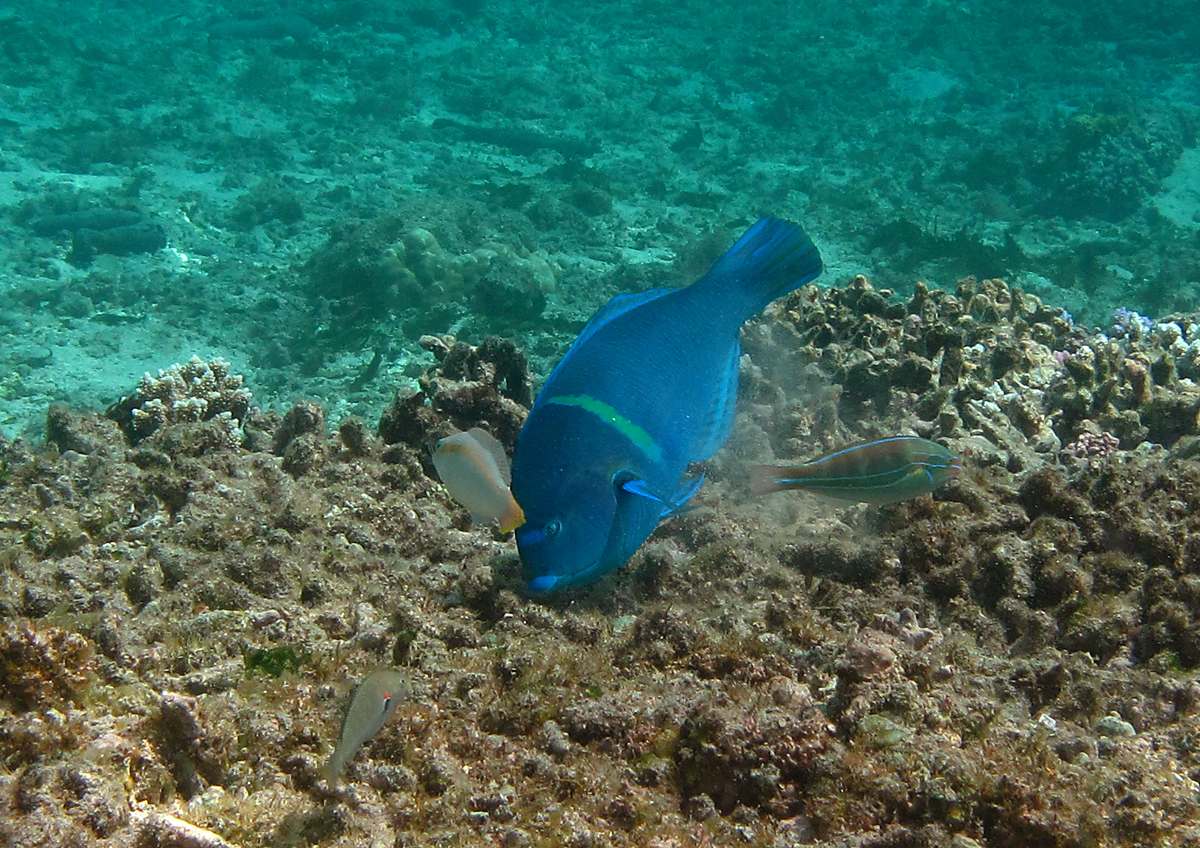
Maschio adulto (al centro) a la Riunione; sulla destra, Stethojulis albovittata

## Biologia

### Comportamento
È diurno e può sia essere solitario che formare coppie. Trascorre la notte sepolto nel substrato.

### Alimentazione
Si nutre di invertebrati bentonici come crostacei (peracaridi, copepodi, anfipodi) e policheti; gli adulti predano anche molluschi.

### Riproduzione
È ermafrodita proteroginico e forma harem: nel periodo riproduttivo (di solito da marzo a maggio), i maschi diventano territoriali e la loro colorazione è più accesa. Le uova sono sferiche e in genere deposte dopo l'alta marea.

## Tassonomia
Eduard Rüppell descrisse questa specie nel 1829 basandosi su esemplari femminili. Egli identificò erroneamente gli esemplari con la colorazione terminale maschile come una specie diversa, A. diadematus, descritta nel 1835. Nel 1840, Achille Valenciennes descrisse una nuova specie di Anampses, A. viridis, basandosi su tre esemplari provenienti dalle Mauritius. Questa specie fu considerata valida per lungo tempo, ma il mancato ritrovamento di ulteriori esemplari ne fece supporre a l'estinzione; nel 2013, i lectotipi di A. viridis sono stati identificati come adulti di A. caeruleopunctatus.

### Sinonimi
I seguenti nomi sono considerati sinonimi di Anampses caeruleopunctatus:
- Anampses chlorostigma Valenciennes, 1840
- Anampses diadematus Rüppell, 1835
- Anampses lineolatus Bennett, 1836
- Anampses pulcher Regan, 1913
- Anampses rubroviridis Liénard, 1891
- Anampses taeniatus Liénard, 1891
- Anampses tinkhami Fowler, 1946
- Anampses viridis Valenciennes, 1840

## Distribuzione e habitat
È una specie piuttosto comune e facile da osservare, diffusa dalla costa dell'Africa orientale e dal mar Rosso al Giappone e all'Isola di Pasqua; a sud il suo areale si estende fino all'Isola di Lord Howe. Vive in acque poco profonde (fino a 30 m) nelle barriere coralline, e gli adulti sono comuni su fondali rocciosi. È assente dalle Hawaii, dove è sostituito dal simile Anampses cuvier.

## Conservazione
Anampses caeruleopunctatus è stato classificato come "a rischio minimo" (LC) dalla lista rossa IUCN nel 2008, perché ha un areale ampio ed è diffuso in molte aree marine protette. È talvolta pescato per l'acquariofilia (nel mar Rosso, all'Isola della Riunione e in Australia) e per l'alimentazione (Hong Kong), ma non è particolarmente ricercato.